# Halle de Ricey-Haut
La halle de Ricey-Haut est une halle située aux Riceys, en France.

## Localisation
La halle est située sur la commune des Riceys, dans le département français de l'Aube.

## Historique
L'édifice est inscrit au titre des monuments historiques en 1980.